# Mermaiding
Le mermaiding (anglicisme, de mermaid « sirène », avec le suffixe -ing), parfois nommé nage sirène, est la pratique consistant à revêtir un costume de sirène muni d'une queue de poisson, et généralement à nager ainsi costumé en se propulsant au moyen d'une monopalme.
Cette pratique est un loisir, un sport aquatique ou une activité artistique amateure ou professionnelle, qui semble être apparue au début des années 1910 aux États-Unis dans des films ou des spectacles aquatiques. La notoriété de cette pratique et le terme mermaiding deviennent plus importants dans les années 2000 et 2010, par sa diffusion sur Internet.

## Description
La nage avec une queue de sirène est une nage en ondulation et en apnée dynamique avec une monopalme. Le mermaiding est généralement considéré comme une pratique de loisir, l'objectif étant avant tout d'incarner un personnage de sirène ou de triton pour le plaisir. Mais l'activité, qui peut se révéler sportive (natation ou plongée en apnée), est souvent comparée aux ballets aquatiques et à la natation synchronisée.
La pratique de porter un costume de créature légendaire mi-femme mi-poisson (ou mi-homme mi-poisson) est parfois aussi associée au cosplay ou au jeu de rôle.

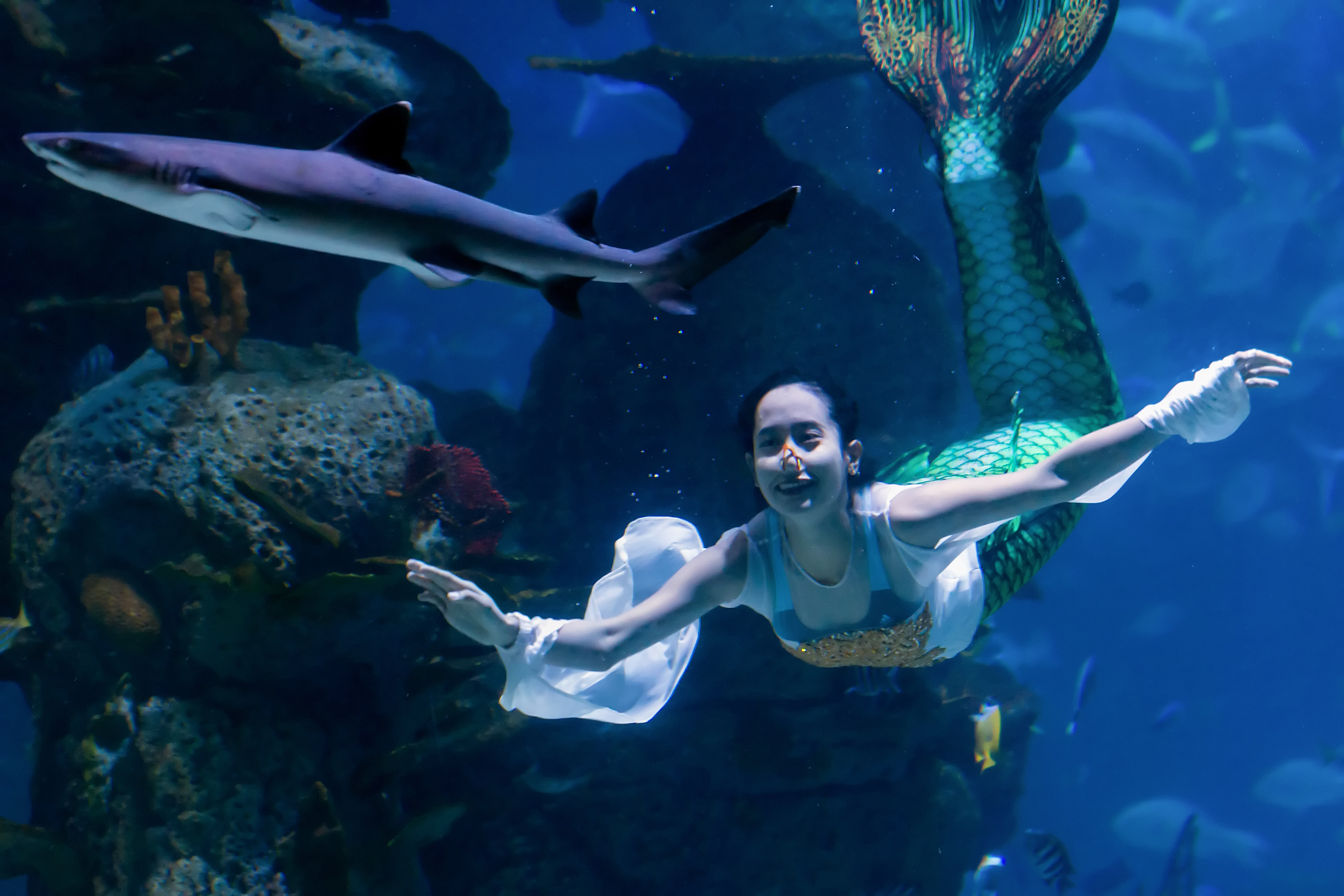
Spectacle sirène dans un aquarium, Indonésie, 2018
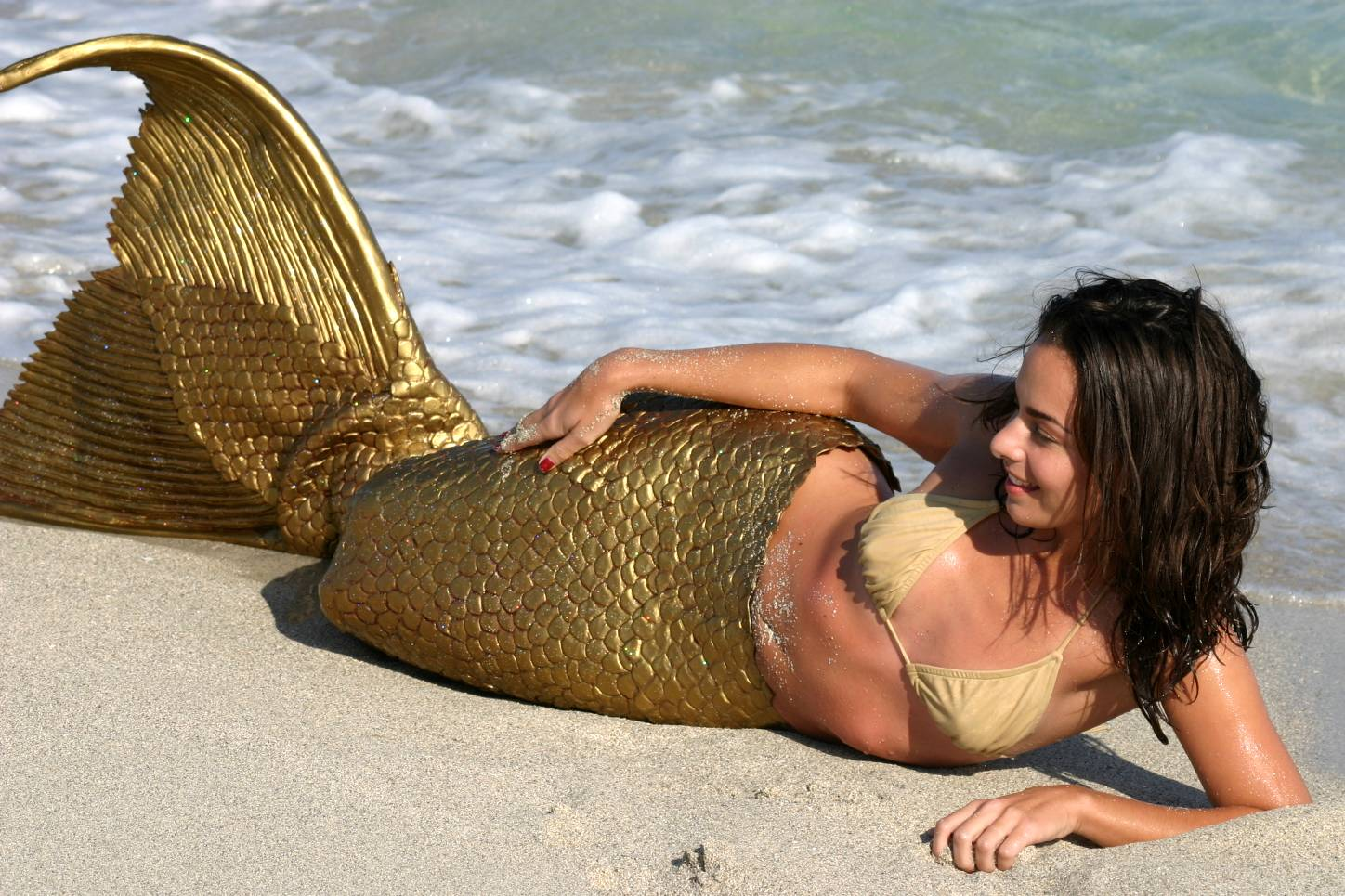
Femme portant un costume de sirène, 2003
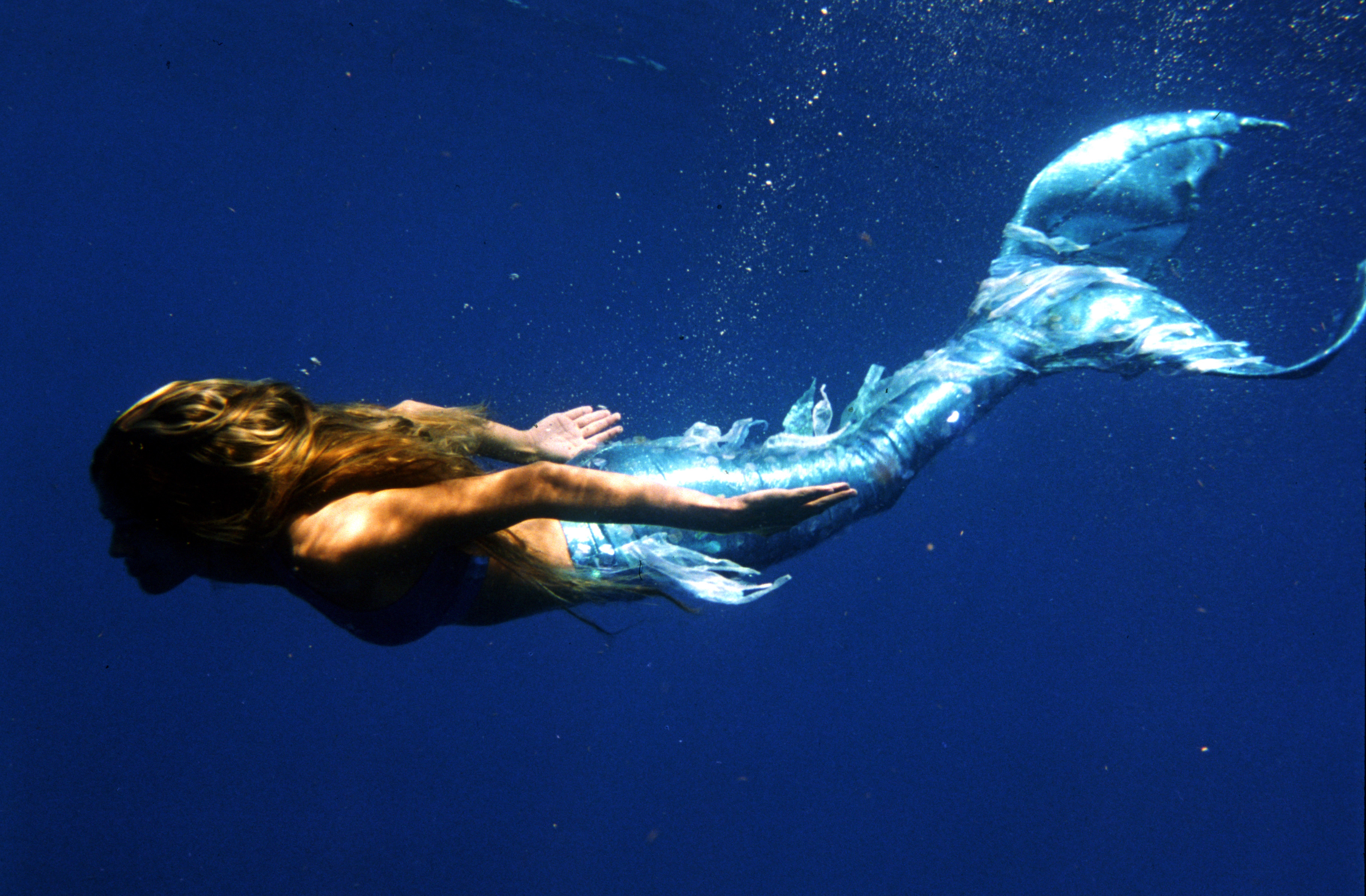
La plongeuse et mannequin Mehgan Heaney-Grier (en)

## Histoire

### Pionnières

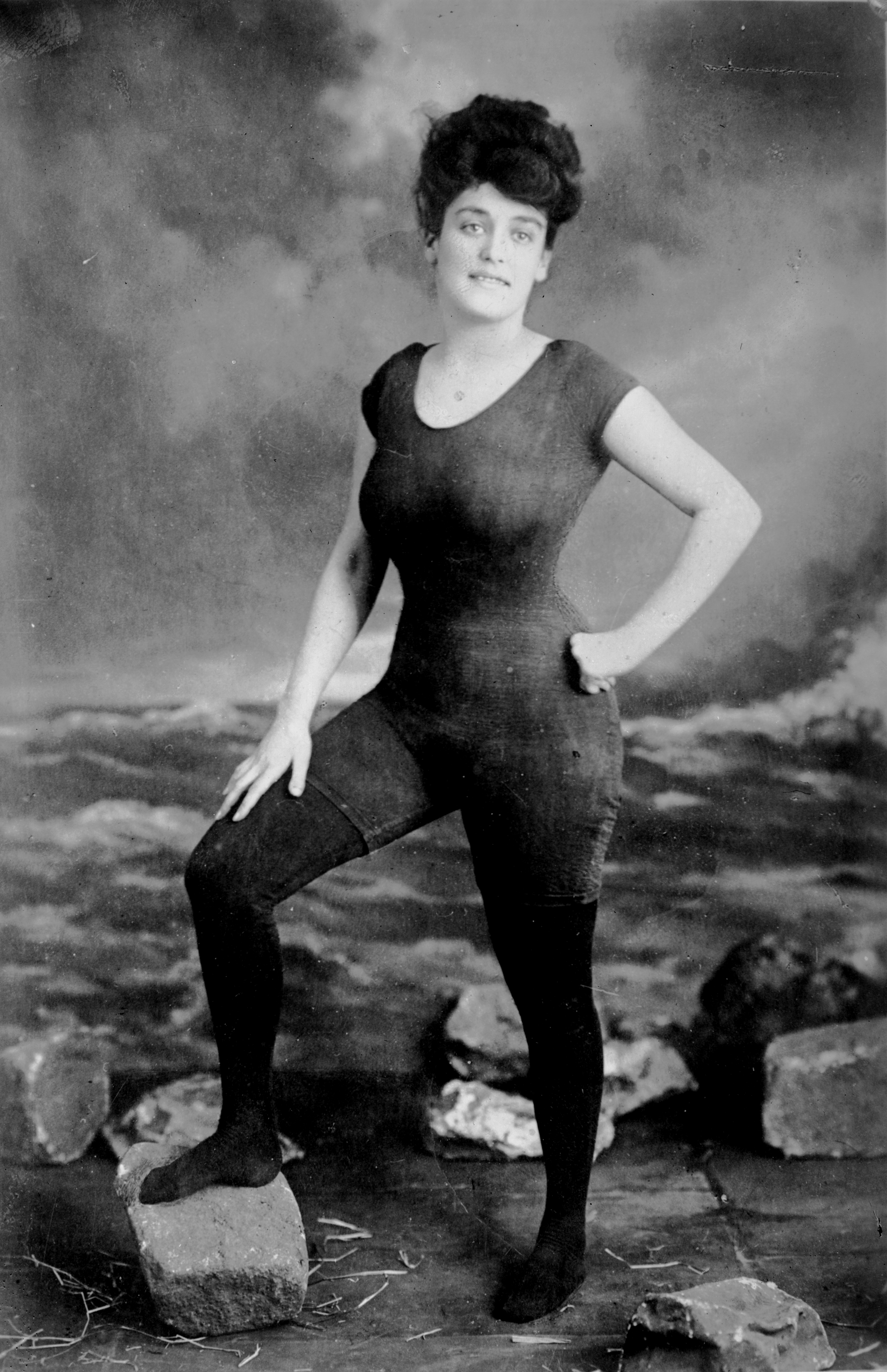
Annette Kellerman en maillot de bain, vers 1900

L'australienne Annette Kellermann (1886-1975) est une pionnière de la pratique de la natation synchronisée (vers 1907). Féministe, elle a revendiqué le droit de disposer de son corps en contribuant au développement des maillots de bain modernes et aux bienfaits de la pratique sportive pour les femmes. Alors qu'elle est encore au lycée, elle est embauchée par un aquarium où elle joue une sirène deux fois par jour dans un spectacle aquatique. Elle endossera ce rôle de multiples fois durant sa carrière, pour des spectacles ou bien pour des films, comme The Mermaid (1911), où elle est la première actrice à revêtir un costume de sirène pour la natation. Elle a conçu ou fabriqué elle-même de nombreux costumes de sirène.
Esther Williams (1921-2013) est une nageuse de compétition et une actrice américaine. Elle joua dans plusieurs films dans les années 1940 et 1950 désignés comme des « films musicaux aquatiques » (aquamusicals), dans lesquels étaient présentées des performances de nage synchronisée et de plongeon. Elle tient le premier rôle du film La Première Sirène (1952).

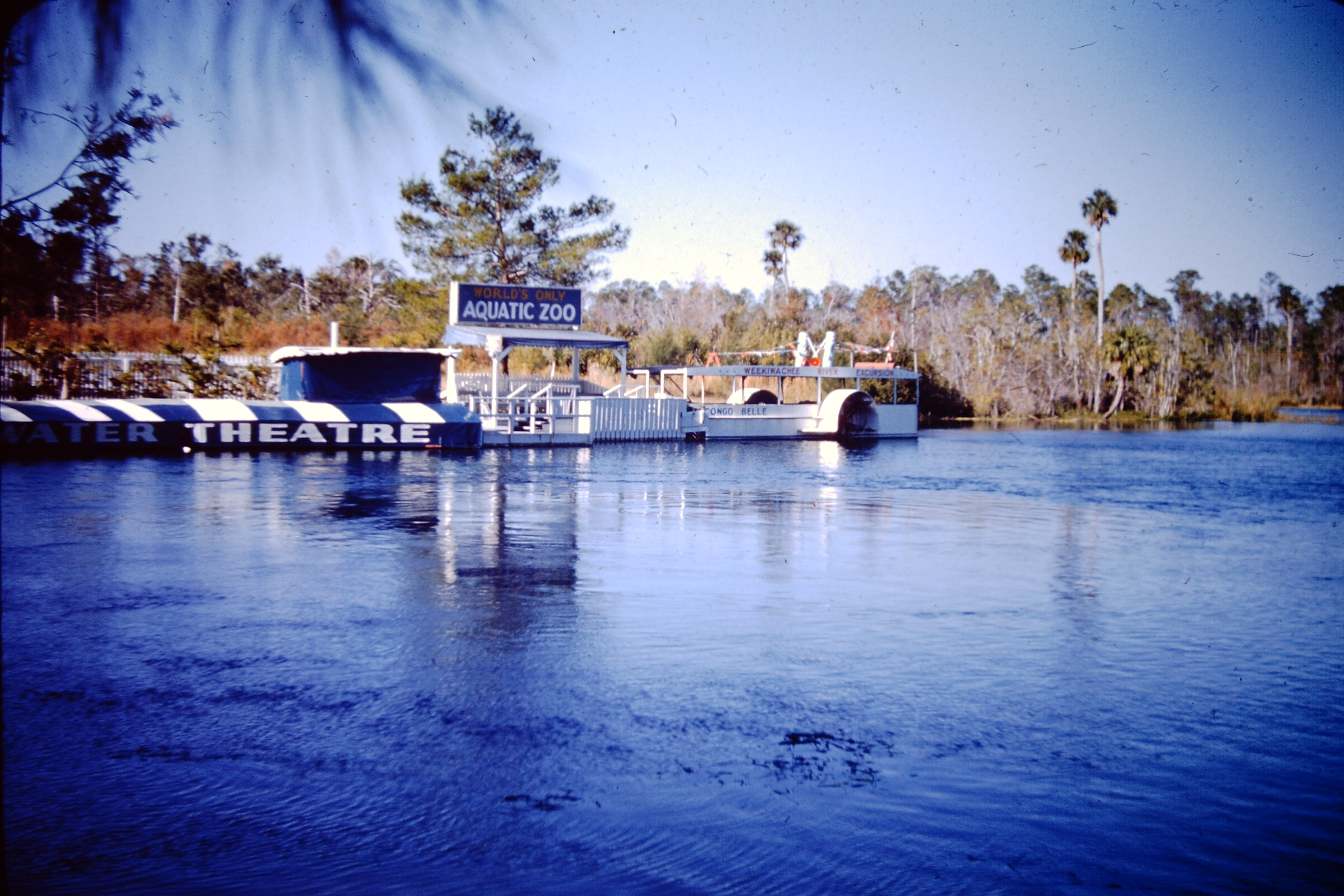
Weeki Wachee Springs, années 1950

À partir des années 1950, le spectacle des sirènes de Weeki Wachee Springs (en) en Floride, devient l'une des plus célèbres attractions touristiques des États-Unis. Une grande salle de spectacle (jusqu'à 500 sièges) permettait d'observer le ballet aquatique de sirènes, avec des accessoires nombreux, des ascenseurs, de la musique et des scénarios élaborés. Dans les années 1960, le spectacle de dizaines de sirènes faisait jusqu'à huit représentations par jour, avec un demi-million de spectateurs par an. Des touristes étrangères venaient pour apprendre à nager comme une sirène. Après des années d'arrêt, ce type de spectacle de sirène a été relancé en 1997.

### Au cinéma
La nage en costume de sirène est présente dans quelques autres films.
Dans Splash (1984), l'actrice Daryl Hannah nage avec une queue de poisson. Avec Splash, Too (1988), ces deux films augmenteront la popularité du thème des sirènes et du mermaiding.
Le film Pirates des Caraïbes : La Fontaine de Jouvence (2011) présente plusieurs sirènes et a eu une notable influence sur la popularité du mermaiding, bien que les scènes de nage de sirène aient été produites avec des effets spéciaux numériques.

### Une activité nouvelle pour le grand public
La notoriété du mermaiding devient plus importante dans les années 2000 et 2010, accompagnée par sa diffusion sur Internet. Par exemple, la britannique Grace Page (it) propose des prestations professionnelles de sirène (école, spectacle) et elle est devenue une influenceuse avec plus d'un million d'abonnés TikTok. Ou bien Hannah Mermaid (en), considérée[Par qui ?] comme étant la première à avoir fait de son personnage de sirène un métier à part entière. En France, Claire la Sirène entreprend dès 2011 de faire connaitre cette activité originale et devient la première sirène professionnelle française.
Le mermaiding est fréquemment présenté comme une nouvelle tendance parmi les pratiques d'entrainement physique et de remise en forme (fitness) à destination des femmes. C'est aussi présenté comme une activité sportive ludique et féérique adaptée aux enfants, notamment les jeunes filles à partir de 6-8 ans. Si des promoteurs de cours de nage sirène présentent la découverte de cette pratique comme facile et accessible à un large public, d'autres commentateurs signalent la difficulté d'accès : nécessité d'être « bon nageur » pour découvrir les composantes spécifiques (apnée, nage en ondulation, monopalme). En raison de risques accrus (noyade), des piscines ont interdit la pratique de la nage sirène.
Dans les années 2010, des cours de nage sirène en piscine ont été ouverts, aux États-Unis et dans d'autres pays. En France, les premiers cours de sirène ont été ouverts en 2014, par la championne de natation synchronisée Julia Sardella ; d'autres écoles françaises ont ouvert les années suivantes.
Certaines sirènes se sont professionnalisées en tant qu'artistes performer et réalisent des prestations artistiques pour des aquariums, des évènements et des attractions touristiques.

## Équipement
La queue de sirène est, généralement, constituée de: 
- une housse textile, avec un tube qui enserre les jambes depuis les chevilles jusqu'aux hanches, se terminant par une nageoire caudale;
- une monopalme, qui est une voilure fixée aux pieds par des chaussons.

La voilure est en matière plastique, fibre de verre ou fibre de carbone ; elle est plus ou moins rigide selon le niveau technique et l'usage souhaité. Le textile peut être du tissu (lycra, généralement élastique), du néoprène, avec des motifs imprimés ou bien recouvert de sequins.
Certaines queues plus sophistiquées sont constituées ou recouvertes d'une matière souple (latex, silicone, etc.) permettant le modelage d'éléments en relief.

## Concours Miss Mermaid
Né en Allemagne par William Balser, Miss Mermaid est une compétition sportive et créative. Des concours ont lieu dans plusieurs pays et les gagnantes s'affrontent au concours international en Egypte.
La version française, Miss Mermaid France, est organisée par Ingrid Fabulet depuis 2017. Les participantes sont jugées majoritairement sur des épreuves d'eau qui comportent de l'apnée avec monopalme sur une distance de 25 mètres, un shooting photo subaquatique et un enchaînement de figures libres. Le concours est maintenant bi-annuel pour laisser la place aux concours régionaux.

### Palmarès
- Miss Mermaid France 2016 - Ingrid Fabulet
- Miss mermaid France 2017 - Alexandra Dumas
- Miss Mermaid France 2018 - Leslie Parin
- Miss Mermaid France 2019 - Julie Peugeot
- Miss Mermaid France 2021 - Vanessa  Nativel
- Miss Mermaid France 2022 - Camille Guillin
- Miss Mermaid France 2024 - Kristen Bastien